# 阿拉科斯战役
阿拉科斯战役（英语：Battle of Alarcos，西班牙语：Batalla de Alarcos），或翻译为阿拉尔科斯战役，是在收复失地运动中发生于1195年7月18日在穆瓦希德王朝苏丹阿布·优素福·雅库布·曼苏尔（Abu Yusuf Ya'qub al-Mansur）与卡斯蒂利亚王国阿方索八世之间的一场战役。此役以卡斯蒂利亚军队惨败告终，残部溃退至托莱多；穆瓦希德人则乘胜收复特鲁希略（Trujillo）、蒙塔切斯（Montánchez）及塔拉韦拉（Talavera）等战略要地。这场失利迫使基督教势力暂停南扩近二十年，直至1212年托洛萨会战方扭转颓势。

## 背景
1189年，穆瓦希德王朝哈里发雅库布·曼苏尔（Yaqub al-Mansur）从马拉喀什回师伊比利亚，击退了在基督教联军支持下占领锡尔维什（Silves）的葡萄牙人，成功收复该城后返回北非首府。随后，穆瓦希德与卡斯蒂利亚、莱昂等基督教王国达成停战协议。
然而，停战协议一到期，卡斯蒂利亚国王阿方索八世便抓住战略窗口——他获悉雅库布在马拉喀什病危，其弟安达卢斯总督阿布·叶海亚（Abu Yahya）正渡地中海欲自立为王——遂于1194年突袭塞维利亚地区。托莱多大主教马丁·洛佩斯·德·皮苏埃尔加（Martín López de Pisuerga）率大军南下，随行的卡拉特拉瓦骑士团对当地展开劫掠。雅库布迅速平定其弟的叛乱后，被迫亲自率军北上，以遏制基督教势力对帝国北境的威胁。
1195年6月1日，雅库布在塔里法登陆。穆瓦希德主力军穿越塞维利亚平原，于6月30日抵达科尔多瓦，沿途收编地方驻军，并得到佩德罗·费尔南德斯·德·卡斯特罗（Pedro Fernández de Castro）率领的基督教叛变骑兵支援——此人因与阿方索八世有私仇而倒戈。7月4日，雅库布自科尔多瓦进军，穿越险峻的穆拉达尔山口（Despeñaperros），进入萨尔瓦铁拉平原。卡拉特拉瓦骑士团的一支侦察队联合附近城堡骑士试图探查敌军动向，却遭穆斯林斥候合围几近覆灭，但仍将关键情报传回卡斯蒂利亚阵营。
阿方索八世在托莱多集结兵力后，南下至瓜迪亚纳河畔的阿拉尔科斯（阿拉伯语称al-Arak），此处既是王国南陲要塞，亦有一座正在修筑的堡垒。他意图封锁塔古斯河谷的富庶通道，却未等待莱昂国王阿方索九世与纳瓦拉国王桑乔七世的援军。7月16日，穆瓦希德大军逼近，雅库布选择暂避锋芒，令部队休整两日。至7月18日清晨，穆瓦希德军队于阿拉尔科斯附近的小山丘拉卡贝萨（La Cabeza）完成布阵，此地距基督教防线仅两箭之遥，决战一触即发。

## 过程
穆瓦希德苏丹雅库布·曼苏尔以精密战术排布其大军：先锋部队由宰相阿布·叶海亚·伊本·阿比·哈夫斯统帅，前锋第一线为阿布·贾利勒·马希尤·伊本·阿比·巴克尔率领的巴尼马林志愿军，辅以大批弓箭手与泽纳塔部落战士；后方山丘上，宰相亲掌苏丹战旗，身旁簇拥着来自辛塔塔部落的禁卫军；左翼由亚尔蒙·伊本·里亚赫统领的阿拉伯军团驻守，右翼则由深得民心的卡伊德·伊本·萨纳迪德指挥安达卢斯部队。雅库布本人坐镇后卫，麾下集结穆瓦希德最精锐力量——雅比尔·伊本·优素福、阿卜杜勒·卡维、泰利云、穆罕默德·伊本·蒙卡法德与阿布·贾齐尔·亚吉鲁夫·奥拉比率领的黑人禁卫军（由非洲黑人组成）。这支庞大军队的战斗力远超卡斯蒂利亚国王阿方索八世的预估。
阿方索将八千重装骑兵编为密集方阵，交由比斯开领主迭戈·洛佩斯·德·哈罗指挥，自己亲率步兵与军事修会殿后。然而，基督教骑兵的冲锋陷入混乱：骑士们虽击溃泽纳塔与巴尼马林部族，却被苏丹战旗引诱向山丘仰攻。宰相阿布·叶海亚战死，辛塔塔禁卫军几乎全员覆没。多数骑士转向左翼，经血战击溃伊本·萨纳迪德的安达卢斯军团。三小时鏖战过后，酷暑、疲惫与箭雨令重甲骑士濒临崩溃。此时，亚尔蒙的阿拉伯右翼已包抄卡斯蒂利亚侧翼与后方，雅库布亲率最精锐的穆瓦希德主力冲锋——苏丹身先士卒的身影清晰可见，基督教骑士终遭合围。
阿方索率残部冲入混战，却陷入四面箭雨夹击。他一度持剑近身搏杀，最终被卫队强行拖离战场，仓皇逃向托莱多。卡斯蒂利亚步兵全灭，随行的军事修会几乎覆没；比斯开领主试图突围，仅率少数残兵退守尚未完工的阿拉尔科斯堡垒。城堡被围，三千军民困守其中，半数妇孺。雅库布派与阿方索有私仇的佩德罗·费尔南德斯·德·卡斯特罗劝降——洛佩斯·德·哈罗与幸存者获准撤离，但需留下十二名骑士为人质以换取巨额赎金。
此役令卡斯蒂利亚野战军彻底崩溃。阵亡者包括阿维拉、塞哥维亚与锡古恩萨三位主教；罗达伯爵奥多尼奥·加西亚及其兄弟；古兹曼伯爵佩德罗·鲁伊斯与罗德里戈·桑切斯；圣地亚哥骑士团团长桑乔·费尔南德斯·德·莱穆斯与葡萄牙圣本笃骑士团团长贡萨洛·维埃加斯。穆斯林方面，宰相阿布·叶海亚与巴尼马林志愿军指挥官阿比·巴克尔（次年伤重身亡）殒命沙场。这场战役以血腥的围歼告终，不仅摧毁了基督教王国的军事主力，更将伊比利亚南部的权力天平短暂推向伊斯兰世界，但其胜利的余晖终将在十六年后托洛萨的烈日下黯然消散。

## 影响
此役的惨败动摇了卡斯蒂利亚王国多年的稳定。周边城堡纷纷投降或遭弃守：马拉贡（Malagón）、贝纳文特（Benavente）、卡拉特拉瓦（Calatrava）、卡拉库埃尔（Caracuel）及瓜达尔费尔萨塔（Torre de Guadalferza）相继陷落，通往托莱多的道路门户大开。然而，阿布·优素福·雅库布·曼苏尔并未乘胜追击，而是撤回塞维利亚以休整军队。在此，他正式采用“蒙安拉庇佑的胜利者”（al-Mansur Billah）称号，彰显其神圣胜利。
此后两年间，穆瓦希德军队对埃斯特雷马杜拉、塔古斯河谷、拉曼查及托莱多周边展开大规模劫掠，先后攻袭蒙塔切斯、特鲁希略、普拉森西亚（Plasencia）、塔拉韦拉、埃斯卡洛纳（Escalona）与马克达（Maqueda）。部分远征由叛将佩德罗·费尔南德斯·德·卡斯特罗率领。尽管这些行动未带来实质性领土扩张，但穆瓦希德通过外交手段与莱昂国王阿方索九世结盟（后者因阿方索八世未等其援军参战而震怒），并确保纳瓦拉保持中立。然而，这些联盟仅是权宜之计。
雅库布对伊比利亚事务逐渐失去兴趣。他健康状况恶化，且认为对安达卢斯的控制已稳固，遂于1198年返回北非，次年2月病逝。穆瓦希德的胜利光环仅维持十余年。1212年，穆罕默德·纳西尔（Muhammad al-Nasir）试图延续其父的征服，发动新一轮伊比利亚攻势，却在托洛萨战役中惨败。此役成为再征服运动的转折点，直接导致摩尔人在伊比利亚统治的终结。穆瓦希德帝国自身也在数十年后土崩瓦解。